# Roure de Sant Martí
El roure de Sant Martí és el nom que popularment es dona a un roure martinenc (Quercus pubescens) que es troba a llevant de l'església de Sant Martí de la Corriu (municipi de Guixers, comarca del Solsonès) i que a causa de la seva grandària i forma, ha estat declarat bé patrimonial del municipi de Guixers